# جامعة غوتنبرغ
جامعة غوتنبرغ (بالإنجليزية: University of Gothenburg)‏ هي جامعة عامة في سويد تأسست عام 1954.

## إحصائيات
يبلغ عدد طلاب الجامعة 26,801 طالب.

## وصلات خارجية
- الموقع الإلكتروني